# Hil·los
Hil·los (en grec antic Ὕλλος), segons la mitologia grega, fou un heroi grec, fill d'Hèracles i de Deianira, nascut a la ciutat de Calidó, a Etòlia. De vegades la seva mare és Mèlite.
Hèracles li va posar aquest nom per un riu de Lídia, afluent de l'Hermos, que a la vegada duia el nom d'un gegant fill de la Terra anomenat Hil·los, del qual se n'havien descobert els ossos a causa d'una inundació. Hèracles coneixia el riu de l'època en què havia servit a casa d'Òmfale.
Hèracles, abans de morir, li encomanà que es casés amb Íole. Després de la mort d'Hèracles Egimi, rei dels doris el va adoptar. Quan els Heràclides es van haver de refugiar a l'Àtica per fugir d'Euristeu, es van agrupar entorn d'Hil·los, reconeixent-lo com a cap, i com a tal s'alià amb els atenesos per atacar Tirint i acabar amb Euristeu. Després intentà el retorn cap al Peloponès, però la interpretació errònia d'un oracle el va portar a enfrontar-se a Èquem, rei d'Arcàdia, i morí en combat amb aquest.